# ريتشارد جوردن (لاعب كرة قدم أمريكية)
ريتشارد جوردن (بالإنجليزية: Richard Jordan)‏ هو لاعب كرة قدم أمريكية أمريكي، ولد في 1 ديسمبر 1974 في هولدنفيل في الولايات المتحدة.

## وصلات خارجية
- ريتشارد جوردن على موقع مرجع كرة القدم المحترفة.كوم (الإنجليزية)
- ريتشارد جوردن على موقع JustSportsStats.com (الإنجليزية)